# 八幡宿 (下総国)
八幡宿（やわたしゅく）は、佐倉街道（成田街道）のうち水戸街道からの分岐である新宿から数えて3番目の宿場である（ただし、市川宿を数えずに新宿の次とする説もある）。
現在の千葉県市川市八幡。新宿から八幡宿までは五街道の1つである日光街道の支線として道中奉行の支配下に置かれていた（水戸街道は千住宿で日光街道から分岐し、次の新宿で佐倉街道と分岐している）。新宿からは2里6町、船橋宿からは1里15町、江戸日本橋からは5里33町。
江戸から近く、参勤交代における宿泊地として認識されていなかった（本陣・脇本陣ともに未設置）上に、関所と江戸川の渡し場のある市川宿が近くにあったこと、更に南の今井の渡しを経由してあるいは海路を経て行徳から船橋宿に抜けるルートも認められていたために宿場町としての発展は近隣よりも及ばなかったという。

## 隣の宿
佐倉街道（成田街道）
新宿 - 市川宿 - 八幡宿 - 船橋宿